# Xiali

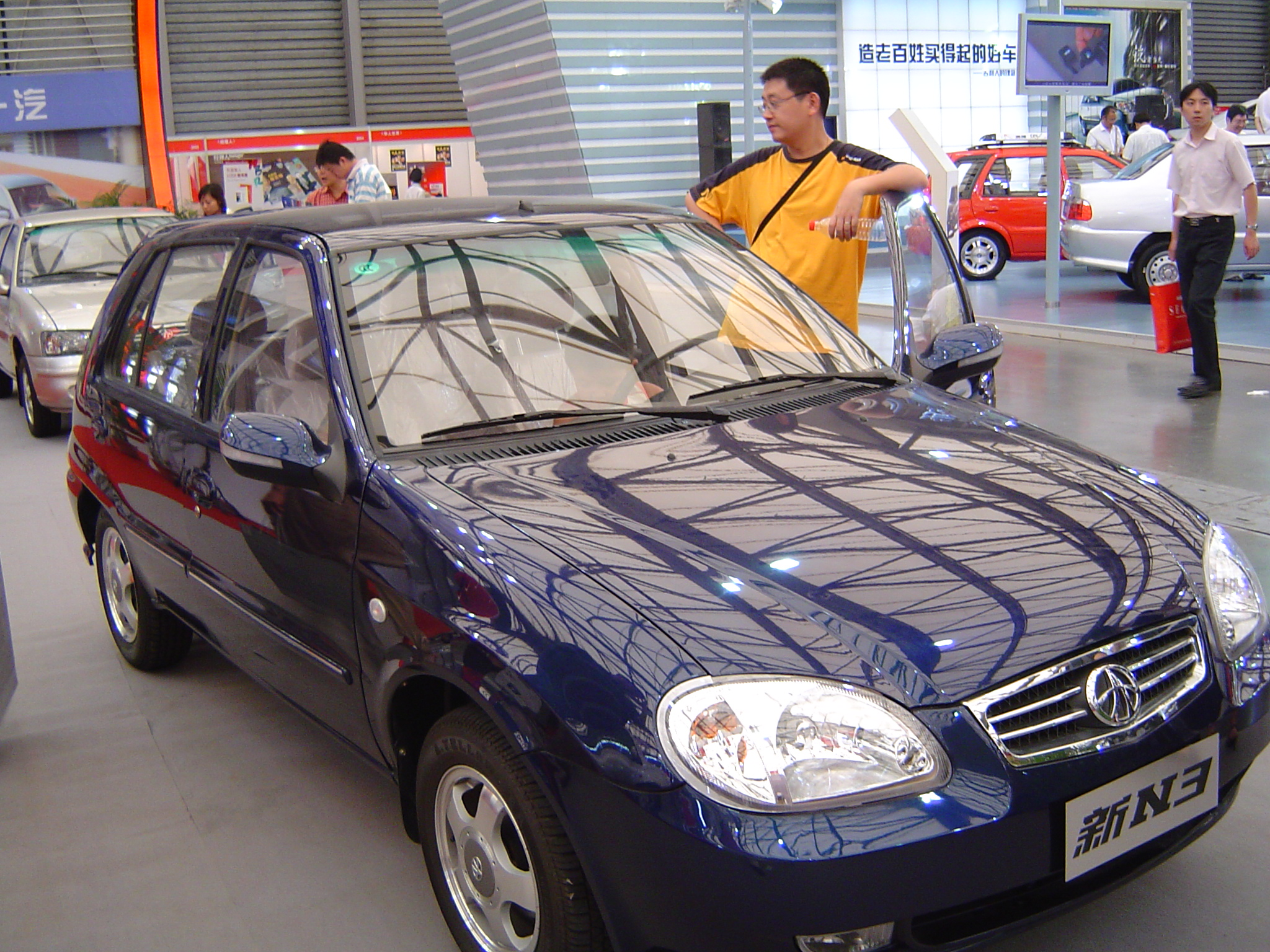
Xiali N3

Xiali är en kinesisk biltillverkare som specialiserar sig på småbilar.

## Kända modeller
- Xiali N3
- Xiali A+1